# Kratzenburg
Kratzenburg település Németországban, Rajna-vidék-Pfalz tartományban. Lakosainak száma 403 fő (2023. december 31.). Kratzenburg Boppard és Ney községekkel határos.

## Népesség
A település népességének változása:
| Lakosok száma | 283  | 390  | 383  | 396  | 394  | 403  |
|               | 1975 | 2017 | 2019 | 2021 | 2022 | 2023 |